# Owczary (Oława)
Owczary (deutsch Tempelfeld, 1945–1947 polnisch Polanówka) ist ein Dorf in der Landgemeinde Oława im Powiat Oławski in der Woiwodschaft Niederschlesien in Polen.

## Geographie

### Geographische Lage
Das Angerdorf Owczary liegt 14 Kilometer südlich des Gemeindesitzes und der Kreisstadt Oława (Ohlau) und rund 40 Kilometer südöstlich der Woiwodschaftshauptstadt Breslau. Der Ort liegt in der Nizina Śląska (Schlesische Tiefebene) innerhalb der Równina Grodkowska (Grottkauer Ebene). Östlich des Dorfes liegt die Grenze zur Woiwodschaft Opole.
Durch den Ort verläuft die Landesstraße Droga krajowa 39. Westlich von Owczary verläuft die Autostrada A4.

### Nachbarorte
Nachbarorte von Owczary sind im Westen Oleśnica Mała (Klein Öls), im Norden Jankowice Małe (Klein Jenkwitz) und im Osten Łukowice Brzeskie (Laugwitz).

## Geschichte

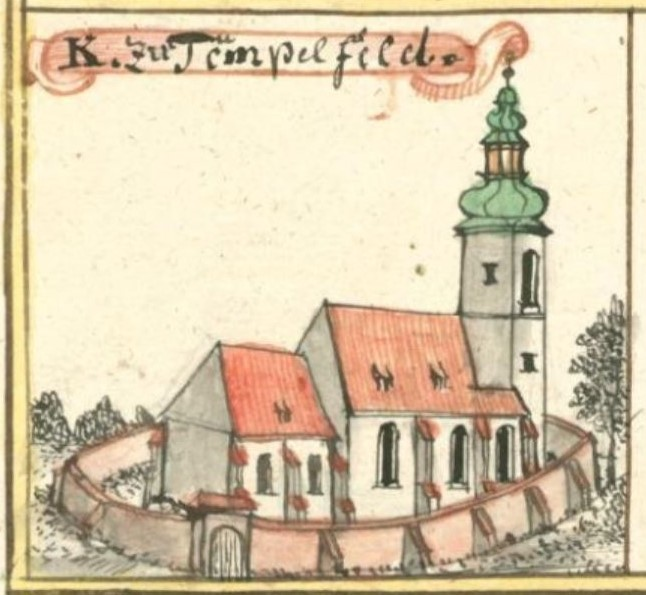
Martinskirche – Zeichnung aus der Mitte des 18. Jahrhunderts

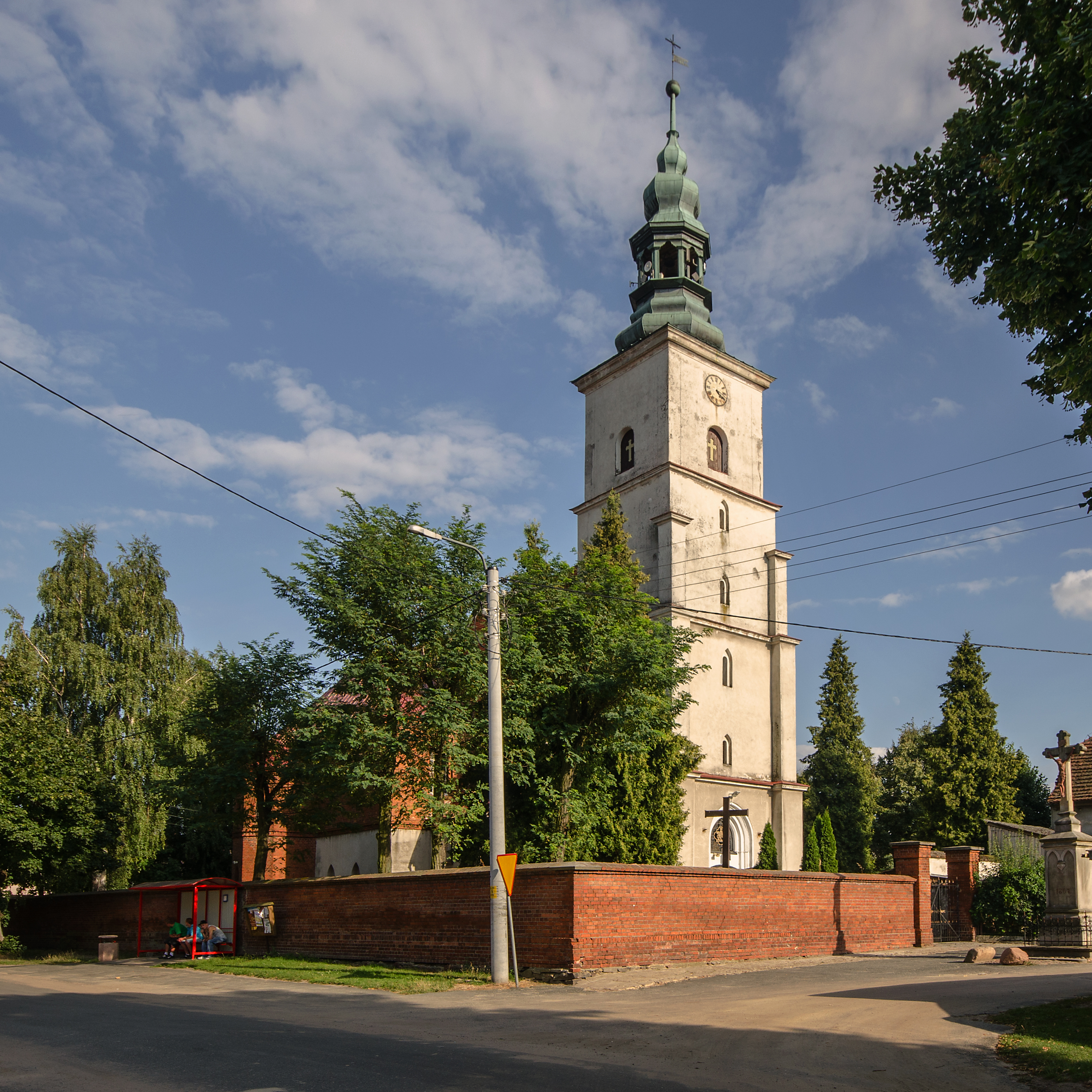
Kirche St. Martin

Das Dorf wurde um 1226 nach deutschem Recht ausgesetzt. 1261 wird der Ort erstmals erwähnt. 1365 erfolgte eine Erwähnung als Tempilfeld.
Nach dem Ersten Schlesischen Krieg 1742 fiel Tempelfeld zusammen mit dem größten Teil Schlesiens an Preußen. 1781 zählte Tempelfeld eine katholische Kirche, 21 Bauern-, 16 Gärtner- und 13 Häuslerstellen sowie 316 Einwohner.
Nach der Neugliederung Preußens gehörte die Landgemeinde Tempelfeld ab 1815 zur Provinz Schlesien und war ab 1816 dem Landkreis Ohlau eingegliedert, mit dem es bis 1945 verbunden blieb. 1874 wurde der  Amtsbezirk Klein Öls gebildet, der die Landgemeinden Günthersdorf, Kallen, Klein Oels und Tempelfeld sowie den Gutsbezirk Klein Oels umfasste. 1885 zählte der Ort 613 Einwohner. 1933 zählte Tempelfeld 599 Einwohner, 1939 waren es 552.
Als Folge des Zweiten Weltkriegs fiel Tempelfeld wie fast ganz Schlesien 1945 an Polen, wurde in Polanówka umbenannt und der Woiwodschaft Breslau angegliedert. Die deutsche Bevölkerung wurde, soweit sie nicht vorher geflohen war, weitgehend vertrieben. 1947 wurde der Ort in Owczary umbenannt. Die neu angesiedelten Bewohner waren zum Teil Heimatvertriebene aus Ostpolen. 1999 kam der Ort zum Powiat Oławski in der Woiwodschaft Niederschlesien.

## Sehenswürdigkeiten

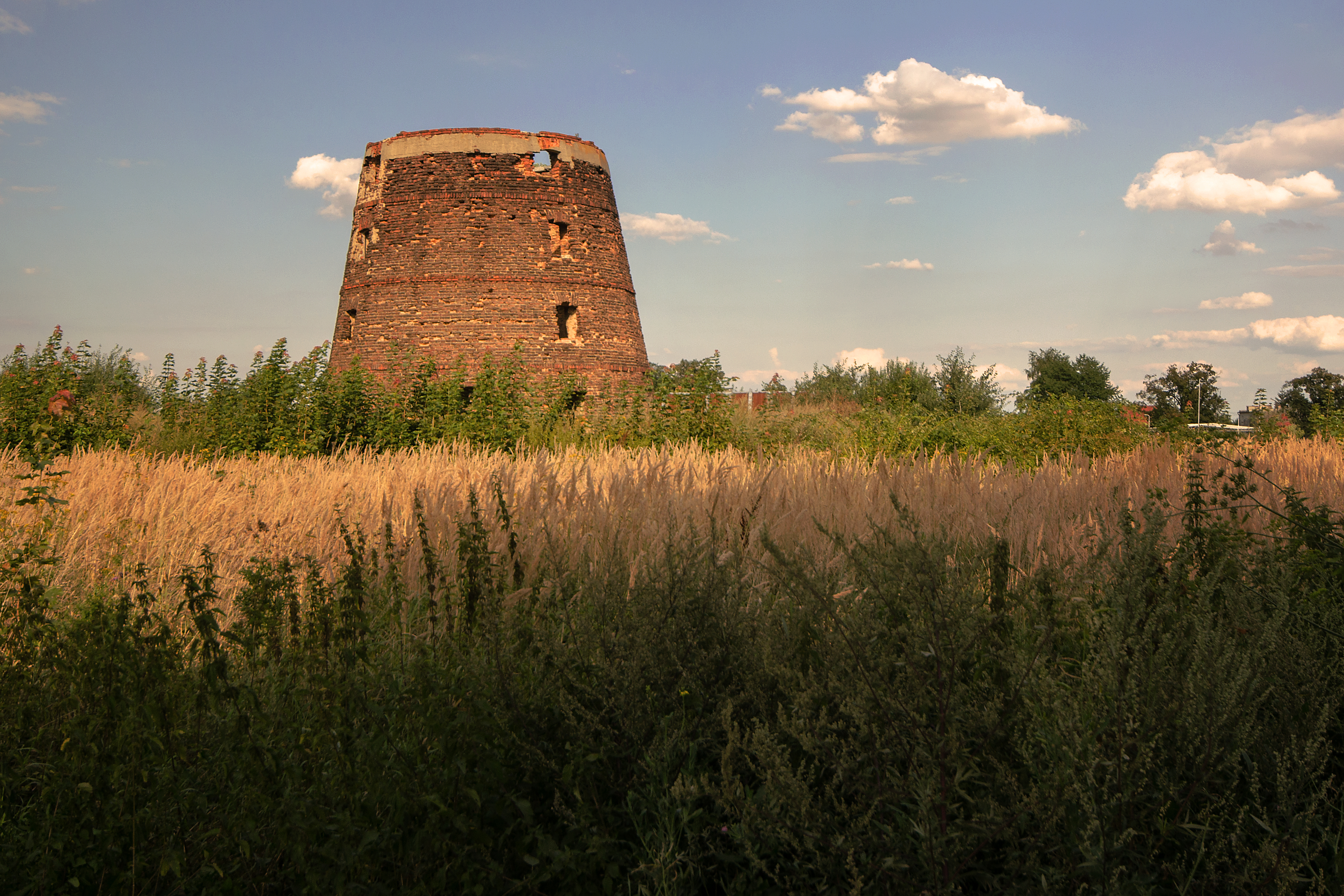
Ruine der Windmühle

- Die römisch-katholische Martinskirche (poln. Kościół św. Marcina) wurde in der zweiten Hälfte des 15. Jahrhunderts errichtet. Erstmals erwähnt wurde eine Kirche im Ort im Jahr 1376.[6]
- Katholischer Friedhof mit erhaltenen deutschen Grabmälern
- Gedenktafel für die ehemaligen Bewohner von Tempelfeld
- Friedhofskapelle aus Backstein
- Denkmal für die Gefallenen des Ersten Weltkriegs
- Statue des böhmischen Landesheiligen Johannes Nepomuk
- Bildstock mit Marienstatue
- Gedenkstein zur 750-Jahr-Feier (1261–2011)
- Ruine einer Windmühle

## Vereine
- Freiwillige Feuerwehr OSP Owczary
- Fußballverein LZS Owczary